# Зозуля, Пётр Анисимович
Пётр Ани́симович Зозу́ля (17 [30] июня 1912, Новоминская — 18 февраля 2003, Таганрог, Ростовская область) — советский военнослужащий, участник Великой Отечественной войны, полный кавалер ордена Славы, командир отделения 823-го стрелкового полка (302-я стрелковая дивизия, 60-я армия, 4-й Украинский фронт) младший сержант — на момент последнего представления к награждению орденом Славы.

## Биография
Родился 17 июня 1912 года в станице Новоминская Каневского района Краснодарского края. Жил в Ростовской области. Работал заместителем главного бухгалтера в Албашской МТС, затем старшим бухгалтером на вагоноремонтном пункте станции Марцево в городе Таганрог.
В 1935—1937 годах проходил службу в Красной Армии. В марте 1944 года был вновь призван в армию. Воевал на 1-м и 4-м Украинских фронтах.
17 сентября 1944 года красноармеец Зозуля Пётр Анисимович награждён орденом Славы 3-й степени. 14 марта 1945 года награждён орденом Славы 2-й степени.
В наступательных боях в марте 1945 года гранатами подавил огневую точку противника. Был награждён орденом Красной Звезды. В последующих боях младший сержант Зозуля командовал стрелковым отделением. Был контужен и дважды ранен. 
В ноябре 1945 года старшина Зозуля был демобилизован. Вернулся в Ростовскую область.
Указом Президиума Верховного Совета СССР от 20 декабря 1951 года в порядке перенаграждения Зозуля Пётр Анисимович награждён орденом Славы 1-й степени. Стал полным кавалером ордена Славы.
Жил в городе Таганрог. Скончался 18 февраля 2003 года.